# Incentivo

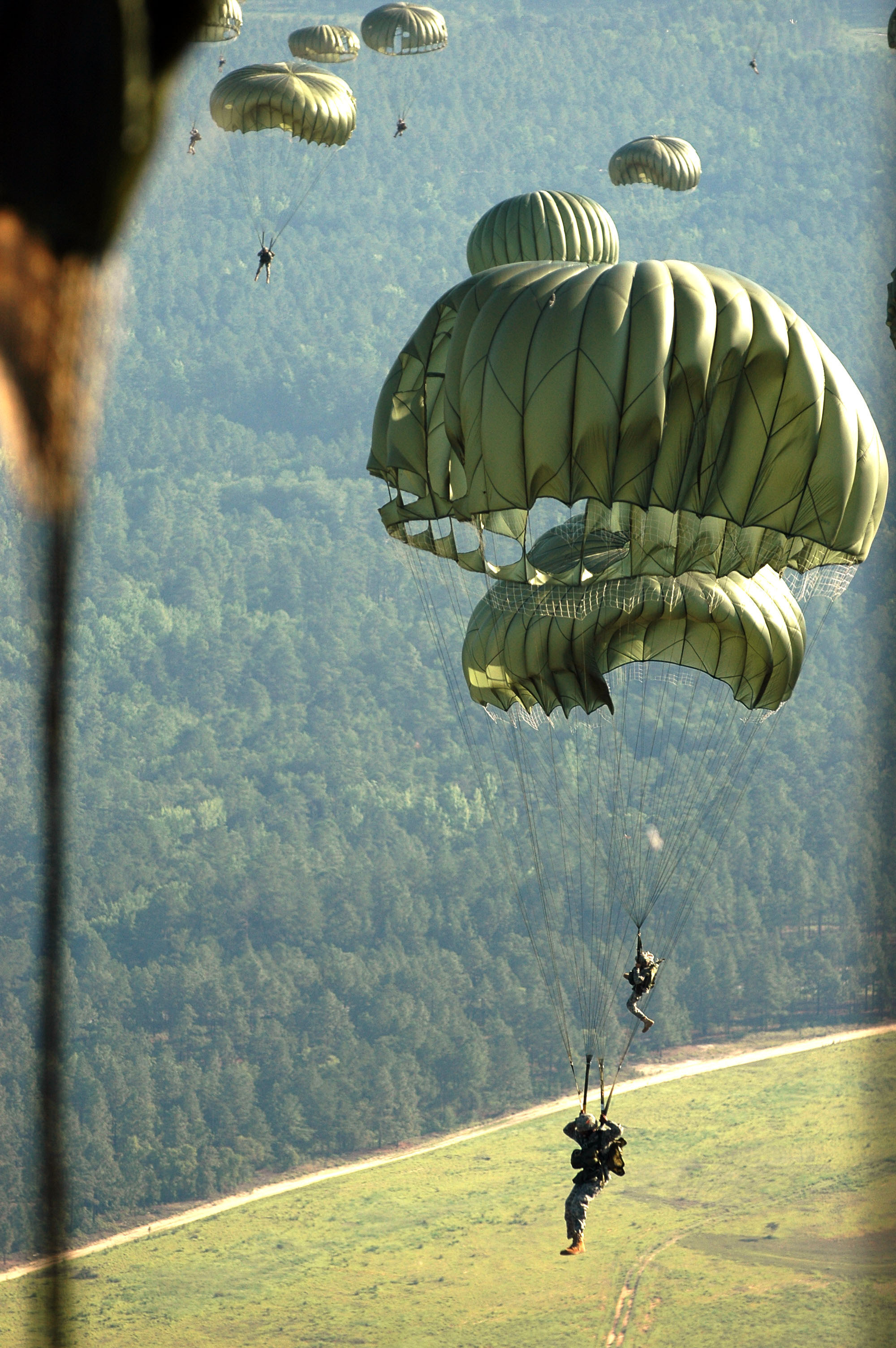
Los paracaidistas vuelan por el aire después de saltar desde la puerta trasera de un avión C-130 Hércules en Fort Bragg, Carolina del Norte, el 11 de junio. El salto desde la puerta trasera fue parte del salto de incentivo de retención del Comandante General del XVIII Cuerpo Aerotransportado. “Este es el mejor trabajo del mundo”, dijo el Sargento de Estado Mayor Timothy W. Jeffrey, un consejero de carrera de la Compañía del Cuartel General de la 82 División Aerotransportada. “Nos pagan por saltar de aviones”.

En economía, un incentivo es aquello que induce a una persona o agente a actuar de una manera determinada, y puede ser una recompensa o castigo.
El estudio de los incentivos es tremendamente importante dado que estos permiten explicar o predecir qué curso de acción tomarán el mercado o grupo al que le afecta o se le aplica una determinada política económica. Dado que los agentes racionales, siempre y cuando estén informados acerca de su medio, compararán los costos y beneficios de sus acciones (teniendo normalmente una preferencia estricta por aquello que les beneficie), cambiarán éstas de tal forma que maximice su utilidad.
Cuando no se analiza de forma suficientemente profunda el papel de los incentivos en la acción humana, pueden surgir comportamientos inesperados o menos deseables que los que se pretendían penalizar, lo cual se denomina un incentivo perverso.
El estudio de las estructuras de incentivos es central al estudio de todas las actividades económicas, tanto en términos de toma de decisiones individual como en términos de cooperación y competición en una estructura institucional más grande (como, por ejemplo, el Estado). El análisis económico, por tanto, de las diferencias entre sociedades (y entre las diferentes organizaciones dentro de una sociedad) depende bastante de la caracterización de las diferentes estructuras de incentivos afrontadas por los individuos envueltos en tales esfuerzos colectivos. En última instancia, los incentivos ayudan a proveer al dinero de valor y contribuyen al éxito organizacional.
Incentivo lo que se hace o se da por hacer

## Categorizando incentivos
Los incentivos pueden ser clasificados de acuerdo a las diferentes formas en las que motivan a los agentes a tomar un curso de acción particular. Una taxonomía común y útil divide los incentivos en cuatro grandes clases:
| Clase                    | Definición |
| ------------------------ | --- |
| Incentivos remunerativos | Se dice que existen cuando un agente tiene expectativas en forma de algún tipo de recompensa material -especialmente dinero- a cambio de actuar de una forma particular. |
| Incentivos financieros   | Se dice que existen cuando un agente tiene expectativas en forma de algún tipo de recompensa material -especialmente dinero- a cambio de actuar de una forma particular. |
| Incentivos morales       | Se dice que existen cuando una decisión u opción particular está considerada como "lo correcto", o como particularmente admirable, o donde el fallo de actuar de una cierta manera se condena como indecente. Una persona actuando bajo un incentivo moral puede esperar un sentimiento de mejora de la autoestima, aprobación o incluso admiración por parte de su comunidad; una persona actuando contra un incentivo moral puede esperar un sentimiento de culpa, condena o incluso ostracismo por parte de esta. |
| Incentivos coercitivos   | Existe cuando una persona puede esperar que actuar de una cierta manera resultará en el uso de la fuerza física contra ella (o sus seres queridos) por otras en la comunidad -por ejemplo, mediante el dolor en el castigo, la prisión, o confiscando/destruyendo sus posesiones- |
| Incentivos naturales     | Tales como la curiosidad, ejercicio mental o físico, admiración, miedo, enfado, dolor, alegría, búsqueda de la verdad, o el control sobre las cosas en el mundo, gente o uno mismo. |

Hay otro uso común por el cual incentivo se contrasta con la coerción, como cuando los moralistas económicos contrastan el trabajo incentivado -como el emprendimiento, empleo, o voluntariado motivado por los motivos expuestos en las clases previas- con trabajo coaccionado -esclavitud o servidumbre, donde está motivado por la amenaza o uso de violencia, dolor o deprivación. En este uso, la categoría de "incentivos coercitivos" está excluida.

## Ejemplos
- Una empresa que persigue la maximización de beneficios aumentará su producción de un bien determinado si existe un aumento en el precio de mercado de tal bien.

- Un consumidor maximizador de la utilidad consumirá más de un bien determinado si el precio de mercado de este bien baja.
- Una empresa que busque los mejores trabajadores de un mercado laboral determinada podría incentivar su entrada en esta ofreciendo salarios superiores a los de equilibrio
- Una empresa que quiere aumentar sus ventas y regala noches de hotel por compras superiores a x importe con el fin de obtener más ventas
- El efecto de los incentivos monetarios puede depender del marco de las recompensas. Por ejemplo, en la donación de órganos cadavérica, las ayudas funerarias se perciben como más éticas (particularmente en mostrar gratitud y honrar al donante fallecido) y potencialmente aumentan la voluntad de donación que los pagos directos en efectivo del mismo valor monetario.[6][7]